# Baugy (Cher)
Baugy település Franciaországban, Cher megyében. Lakosainak száma 1610 fő (2022. január 1.). Baugy Gron, Villabon, Farges-en-Septaine, Avord, Bengy-sur-Craon, Nérondes, Chassy és Villequiers községekkel határos.

## Népesség
A település népessége az elmúlt években az alábbi módon változott:
| Lakosok száma | 1721 | 1693 | 1665 | 1637 | 1625 | 1610 |
|               | 2017 | 2018 | 2019 | 2020 | 2021 | 2022 |